# バカラ (ガラス)

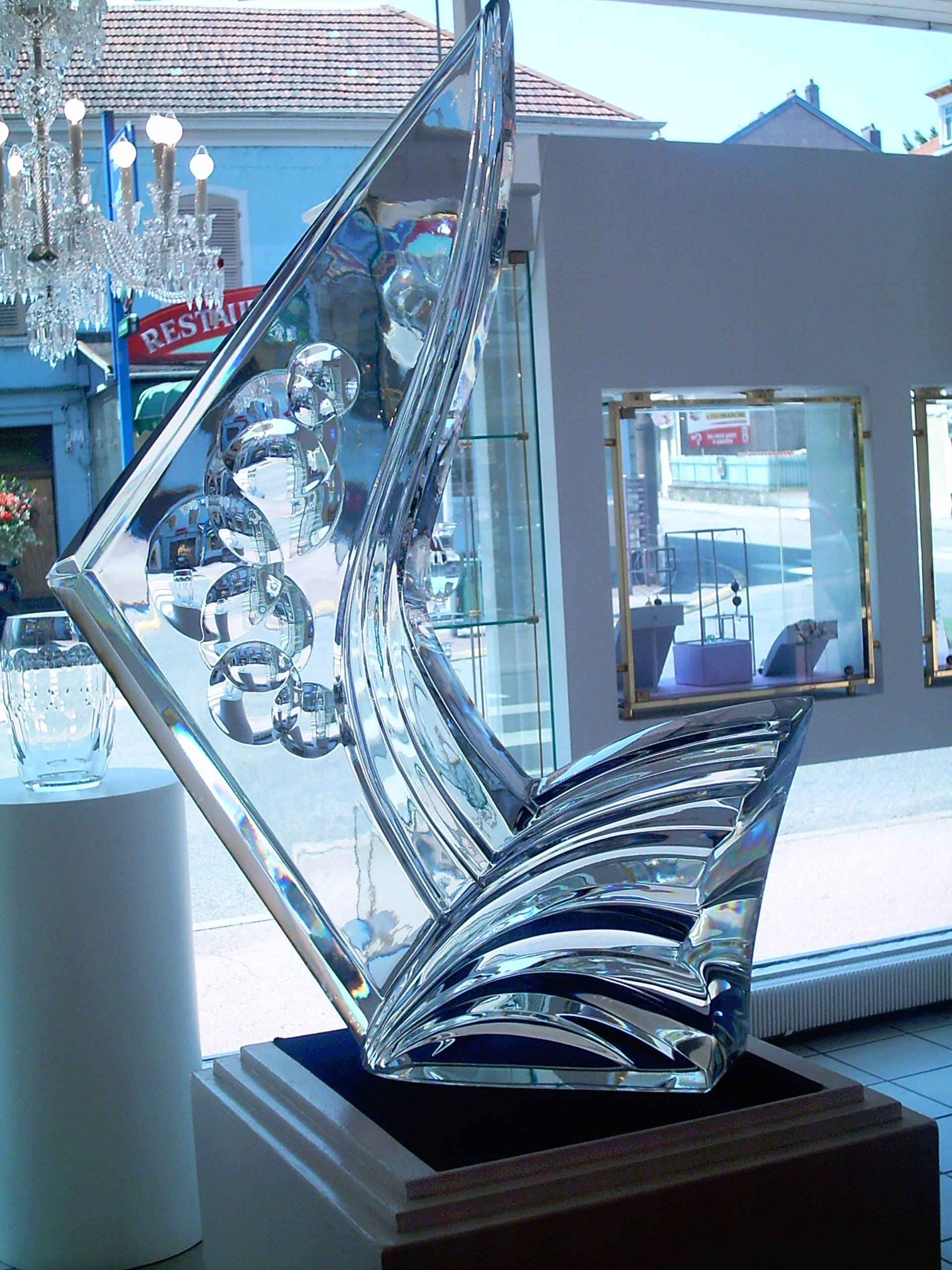
バカラ・クリスタル

バカラ（Baccarat）は、フランスのクリスタルのラグジュアリーブランド。16区イエナ大通り界隈エタ＝ジュニ広場にあるバカラの美術館やブティック、レストランバー等が併設されているバカラ・メゾン・パリの他、パリ8区のフォーブール＝サントノレ通り本店等の店舗がある。
クリスタルガラス製品を製造するメーカーとして、世界的に有名で、製品は日本・アメリカをはじめ世界中で販売されている。

## 特徴
製造された商品のうち消費者の手に渡るのは6 - 7割。残りは品質基準の高さゆえに破棄されてしまう。フランスの「M.O.F.」（国家最優秀職人章）を受章した職人を50人以上輩出している。
ルイ18世を皮切りに、フランス王室・イギリス王室・ロシア皇室などのヨーロッパの王室、モロッコ王室、タイ王室、さらには日本の皇室もバカラを注文している。特に1921年、当時皇太子であった昭和天皇は、旅行でパリのバカラショップを訪れている。
商品は、テーブルウェア（各種グラス・デキャンタ等）はもちろん、アクセサリー・花瓶・香水瓶・置物・シャンデリアなどに及ぶ（時に噴水を作ったこともあった）。

## 歴史
- 1764年 - フランス王ルイ15世により、ロレーヌ地方のバカラ村にガラス工場設立が許可される。
- 1816年 - 初めてクリスタルガラスを製造
- 1841年 - 2020年現在まで続く「アルクール」シリーズが誕生する。
- 1896年 - ロシア皇帝ニコライ2世から特別注文を受けて、ウォッカ用グラスを含む豪華なグラスセットを納入する。
- 1948年 - 米国支社をニューヨークに設立する。
- 1964年 - 創設200年を記念した展覧会が、ルーブルで開催される。
- 1979年 - 2020年現在まで続く「マッセナ」シリーズが誕生する。
- 2003年 - 「メゾン・バカラ」が移転開館（後に詳述）。
- 2017年 - 中国の投資会社フォーチュン・ファウンテン・キャピタル（灃沅資本）がバカラの保有会社から株式88.8％を約１億6400万ユーロ（約205億円）で買収し、経営権を手に入れた。

## 主なシリーズ（五十音順）

### アルクール
1825年、アルクール公爵の注文から誕生。どっしりとした台座を持ち、力強いフォルムが特徴。

### コンコルド
2001年に誕生。金彩がゴージャス感を出している。

### タリランド
1937年に誕生。大胆なフラットカットが特徴。名称はタレーランに由来。

### パーフェクション
1933年に誕生。フランス語で「完璧」の意。

### パルメ
1939年に誕生。フランス大統領の別邸ランブイエ城で実際に使われている。想像上の鳥が描かれている。

### ベガ
1980年に誕生。織姫星の意味を持つ。

### マッセナ
1980年に誕生。「勝利の申し子」と呼ばれたナポレオン時代のフランス軍人アンドレ・マッセナにちなんで命名。華やかなカットが特徴的。

### ローハン
1855年に誕生。アシッドエッチングが施されている。

## メゾン・バカラ
2003年秋にパリ16区イエナ大通り界隈のエタ＝ジュニ広場 (合衆国広場) 付近にオープンした、バカラのギャルリー・ミュージアム、ブティック、レストラン&バーの複合施設。
建物自体は、芸術関連のメセナや、建築上「ノアイユ子爵夫妻邸 (ヴィラ・ノアイユ)」で知られるシャルル・ド・ノアイユ (fr)の妻マリ＝ロール・ド・ノアイユ (fr) が社交や居住に用いた館であった。そのノアイユ子爵夫人の私邸であった建物を改装して、10区パラディ通りにあった美術館が移転し開館した。
157灯の巨大シャンデリアや13.5メートルのガラステーブルをはじめ、バカラの作品が多数並び、バカラの歴史が表されている。レストランではグラスにバカラのアルクールが使用されている。